# Concerto per pianoforte e orchestra n. 13 (Mozart)
Il concerto per pianoforte e orchestra n. 13 in Do maggiore K 415 (K6 387b) fa parte, con i concerti K 413 e K 414, delle opere scritte da Wolfgang Amadeus Mozart tra il 1782 e 1783 per una sottoscrizione.
La prima assoluta avvenne il 22 marzo 1783 nel Burgtheater di Vienna alla presenza dell'imperatore Giuseppe II d'Asburgo-Lorena.
In questo concerto è palese il desiderio di aderire alla moda dei "concerti militari" che rimarranno in voga sino ai primi decenni dell'Ottocento e troveranno espressione ancora in compositori quali Ludwig van Beethoven e Carl Maria von Weber.
Il carattere pomposo che caratterizza questo concerto trova già riscontro oggettivo nell'organico in cui sono presenti trombe e timpani.
La struttura del brano, pur trattandosi di concerto per strumento solista, vede uno sbilanciamento della scrittura a favore dell'orchestra. L'esecuzione necessita di conseguenza di un solista in grado di far emergere la propria parte.
Non ci troviamo di fronte ad uno scambio tra solista e orchestra ma è invece quest'ultima che elabora temi ed idee mentre il pianoforte prende spunto dal disegno sinfonico e lo sviluppa ma senza apportare novità.

Va inoltre considerato che la cadenza presente nel primo movimento, laddove il solista esegue un assolo, è stata inserita in un secondo momento e non trova ripetizione in altra parte del concerto. Il rapporto che si instaura tra solista e orchestra non è né di antagonismo né di collaborazione ma piuttosto timbrico.

L'adagio inserito nel primo movimento ha un andamento malinconico e serve a bilanciare l'atmosfera disimpegnata.

L'andante non ha particolare caratteristiche formali e la cadenza trae spunto dalle precedenti fantasie che Mozart aveva già composto per pianoforte.

Il rondò-allegro che chiude il concerto espone un tema che solista e orchestra varieranno più volte. Il brano termina con la ripetizione del tema iniziale del movimento che sarà fatto svanire con un pianissimo per nulla canonico nei menzionati "concerti militari".